# Veluwe
Veluwe (nizozemska izgovorjava: [ˈveːlyʋə] ()) je z gozdom bogato hribovje (1100 km 2) v provinci Gelderland na Nizozemskem. Veluwe predstavlja veliko različnih krajin, vključno z gozdovi, resavami, nekaj majhnimi jezeri in največjimi peščenimi nanosi v Evropi.
Veluwe je največji kompleks potisnih moren na Nizozemskem, ki se razteza 60 km od severa proti jugu in doseže višine do 110 metrov. Veluwe je izoblikoval saalski ledenik v pleistocenski dobi, pred približno 200.000 leti. Ledeniki, debeli približno 200 metrov, so potisnili nanose peska v delti Rena in Maasa vstran in ustvarili hribe, ki zdaj tvorijo večino Veluwe. Ker so hribi iz peska, padavinska voda hitro izgine, nato pa teče v globini več deset metrov do robov, kjer spet doseže površje.
Prvotno je bil Veluwe obdan z nizom močvirij, močno poseljenih z divjadjo, kot sta jeleni in divji prašiči, ker so ta območja ponujala bogato vegetacijo za prehranjevanje. Od devetdesetih let dvajsetega stoletja potekajo številni načrti ali so bili že izvedeni za obnovo teh mokrišč z blokiranjem drenažnih sistemov, ki so jih kmetje zgradili v zadnjih 150 letih. Posledica tega je, da se zelo suha resava spremeni v mokrišče v razponu le nekaj sto metrov. Wisselse Veen blizu vasi Epe na severovzhodnem Veluweju je dober primer tega. 

## Etimologija
Veluwe izhaja iz protogermanskega * falwaz (bled, ledina) in * awjō (otok). Ime se ujema z besedo "lega" v angleščini in je bilo verjetno uporabljeno v nasprotju z rodovitnimi "dobrimi deželami" Betuwe (iz * bataz, dober in * awjō, otok) na jugu.

## Geografija
V regiji Veluwe je 21 občin: Apeldoorn, Arnhem, Barneveld, Brummen, Ede, Elburg, Epe, Ermelo, Harderwijk, Hattem, Heerde, Nijkerk, Nunspeet, Oldebroek, Putten, Renkum, Rheden, Rozendaal, Scherpenzeel, Voorst in Wageningen .

## Flora in favna
Na Veluwe so tako iglasti kot listnati gozdovi, najdemo pa okoli 500 različnih rastlinskih vrst. V regiji živi tudi veliko različnih živalskih vrst, kot so divji prašič, več vrst jelenov (kot so srnjad, navadni jelen in damjak ), več vrst kač (vključno z navadnim gadom ), kune borovke, lisice, in jazbeci. Poleg tega je bil uspešno reintroduciran ptič krokar, včasih pa je mogoče videti vnesenega Reevsovega muntjaka in muflona. Poleg tega živijo napol divje in divje govedo ter konji, kot so napol divje in divje višavsko govedo na več območjih veluwe, napol divje govedo Sayaguesa in dve napol divji pasmi konj: novogozdni poni in islandski poni. Od nedolgo nazaj se je volk uradno vrnil s parom samice in samca v severni veluwe (pomlad 2019), ki sta imela svoje potomce poleti 2019 in eno volčico v srednjem veluweju. Napovedi so, da bo območje ponovno zavzelo veliko več volkov. Evropski bizon je prav tako ponovno naseljen kot pilot v ograjenem območju v rezervatu Radio Kootwijk in zlati šakal doseže območje, iz katerega sicer nista domača, a ker šakala prideta na območje povsem sama, veljata za dobrodošlico in nove domorodne vrste.

## Razvoj dogodkov
Deli Veluweja, ki so bili drug od drugega ločeni s cestami, mesti in kmetijskimi zemljišči, se ponovno povezujejo z vračanjem kmetijskih zemljišč naravi in ustvarjanjem prehodov za divje živali čez avtoceste. Leta 2012 je bilo zgrajenih devet teh nadvozov, vsak širok približno 50 metrov in pokrit s peskom in rastlinjem, da bi spodbudili živali, da ga uporabljajo. Razvijajo se koridorji za divje živali, ki povezujejo Veluwe z drugimi območji s prosto živečimi živalmi, kot je Oostvaardersplassen na Nizozemskem, možne pa so tudi nadaljnje povezave z Nemčijo. Upamo, da se bo s tem povečala genetska raznolikost populacije divjih živali.
Da bi celoten Veluwe spremenili v en standardni nacionalni park IUCN ( kategorija II ), so bili sprejeti ali načrtovani številni ukrepi, vključno z: parki bungalovov, ki se nahajajo na bolj občutljivem naravnem območju, so bili odstranjeni; odstranjevanje preostalih ograj, kot okoli De Hoge Veluwe ; stara industrijska cona pri vasi Renkum je bila izkrčena, ker je blokirala dolino, ki je bila pomembna za selitev divjih živali; in vojaški kompleks blizu Nunspeeta je bil odstranjen, namesto da bi ga preuredili v poslovno območje. 

## Turizem in rekreacija
Veluwe je turistična destinacija, zlasti za Nizozemce, ki želijo iti na krajše počitnice v svojo državo. Kampi in parki bungalovov so najprimernejši kraj za bivanje za večino obiskovalcev.  Teh območij je več kot 500, večina pa se nahaja na obrobju naravnega območja.
Turistične znamenitosti na tem območju vključujejo štiri živalske vrtove, več kot 50 muzejev, vključno z muzejem umetnosti Kröller-Müller in kraljevo palačo Het Loo v Apeldoornu. Nacionalni športni center Papendal, velik športni kompleks in vadbeni objekt za olimpijske igre, se nahaja na jugu Veluwe blizu Arnhema.